# 拜耳事件
拜耳事件，又稱反拜耳事件、拜耳投資案、反拜耳運動、反拜耳案、反拜耳設廠案、拜耳案，是1990年代中華民國台灣一件反對外商投資的爭議事件。

## 背景
拜耳是一間以化學工業為主的德國跨國公司。1994年，拜耳公司準備來台投資，計劃投資近新台幣500億元在台中縣台中港區設廠，生產甲苯二異氰酸酯（TDI）與二苯基甲烷二異氰酸酯（MDI）；此一設廠開發生產計畫案，第一期預計一年生產10萬噸，是拜耳公司當時在海外生產單一產品之最大投資計畫。1994年底，中華民國經濟部核准拜耳公司在台中港興建TDI廠的投資計畫。為了釐清外界對於環境與安全疑慮，1996年拜耳公司在台中港設廠地點多次召開公聽會與說明會。由於當時李登輝政府欲藉機提升國際經濟競爭力，因此該項投資計畫受到中央主管機關與台灣省政府的高度重視，在「亞太營運中心」的概念下獲得中央與台灣省政府的全力配合，被政府認為是推動亞太營運中心的旗艦。此案經行政院核定為重大經濟建設投資計畫。1997年，台灣省政府環境保護處環境影響評估審查委員會針對此案作出應進行第二階段環境影響評估後，最後決定同意拜耳公司台中港區投資案，並於1997年12月通過將台中港區土地租給拜耳公司。

## 反對行動
1996年開始，立法院、台灣省議會及民間興起反對拜耳設廠的聲浪。依照1995年《土地法》第25條規定，省政府對於其所管公有土地，非經該管區內民意機關同意並經行政院核准，不得處分或設定負擔或為超過十年期間之租賃。由於拜耳公司所需台中港區土地屬於台灣省政府之台中港務局所有，因此拜耳設廠案仍需經台灣省議會通過。拜耳案雖然經過中央與省府同意，但當時部分的台灣省議員與環保人士卻對此計畫案質疑，例如當時省議員楊秋興即揚言將拜耳案擱置加以杯葛。拜耳投資計畫適逢選舉，以民進黨籍台中縣長候選人廖永來為首組成的「反拜耳設廠行動聯盟」率領反對拜耳設廠的民眾抗爭反對。廖永來的競選政見認為拜耳案為高污染性工業，主張以公民投票決定是否在台中港區設廠。
1997年12月9日，台灣環境保護聯盟發表了支持台中拜耳案公民投票聲明，全力支持拜耳案公投。環盟認為，拜耳建廠案通過環境影響評估的審查只是建廠的先決條件，當地民眾才是最後的決定者，拜耳公司應尊重台灣人民的權利和尊嚴。1997年12月，廖永來當選台中縣長後表示，除了TDI以外，仍然歡迎拜耳公司其他高科技低污染之產業，但由於TDI在產製的過程中具有高度危險性，因此即使通過環評，拜耳設廠案仍必須經由台中縣公民投票。台中縣政府環境保護局並自行提出環境影響評估報告書，表示不歡迎拜耳至台中縣設廠。廖永來主張以公民投票決定拜耳案後，曾授權邱太三、史哲及蔡其昌等人組成「縣政小組」研究地方公民投票。廖永來認為，儘管拜耳公司於台中縣境內設廠的地點屬於台中港務局，而環境影響評估之權責在於台灣省政府環境保護處，但對於基層民意和心聲有必要向中央表達，而透過公投表決拜耳設廠案是廖永來於競選期間開出的支票，無論如何都勢在必行，不過卻引發經建會和拜耳公司強烈反對。1998年3月6日，台灣省議會審查此案之租地案，於議事表決時亦引發正反雙方之對峙，但在國民黨強力動員之下，最後仍然通過了拜耳在台中港的租地案。

## 終止計畫
1998年3月，拜耳公司正式終止來台設資設廠計畫。拜耳公司主要理由是沒有確切可能的建廠的時間表，在高度政治不確定性影響下所造成的商機延宕。2000年1月19日，臺中港務局正式宣布，中止拜耳公司在臺中港的土地承租權。

## 爭議

### 經濟利益
拜耳案受到中央政府的大力支持。當時的李登輝政府高舉亞太營運中心，希望以拜耳來台設廠為模範，吸引國際企業招商設資。時任經濟部工業局副局長何明桹曾表示，拜耳來設廠可增加稅收新台幣15億元，就業機會三百人，產值高達新台幣三百多億元。對於拜耳宣布撤資，經濟部除了表示非常可惜與遺憾之外，也認為拜耳事件導致了外商對台投資卻步。

### 安全疑慮
拜耳公司計劃生產的甲苯二異氰酸酯（TDI）生產過程使用的毒性氣體引起民眾之疑慮。TDI是製造PU（聚胺酯）的工業原料，PU可以做合成皮、塗料等產品。反對人士指出，甲苯二異氰酸酯（TDI）在動物實驗中有致癌性，並指出二異氰酸酯比異氰酸甲酯的毒性高出20倍，認為當時的環境影響評估不夠周延，而省政府環保處也未盡到把關責任。反對人士並舉例，拜耳公司擬生產的甲苯二異氰酸酯（TDI）之使用原料和產品，與1984年12月4日美國聯合碳化物公司在印度博帕爾所發生的毒氣外洩事件之工廠洩漏的化學物質異氰酸甲酯類似，無論從生產、製造過程以迄最終產品之每一階段皆有劇毒危險。

### 反拜耳與政治結合
從政治層面來看，中央政府由上而下的決策模式，加深了地方居民的受害意識。雖然拜耳公司選擇直接與當地居民溝通，使原先當地居住強烈的反對情緒受到安撫，但計畫案之決策層次後來已經升高到政治領域，例如當時的臺灣省議會在國民黨與民進黨的派系角力下決定拜耳案是否需進行環境影響評估與通過租地給拜耳公司，以及立法院決定是否給予地方自治團體透過公民投票決定地方公共事務之法定地位。而1997年臺中縣縣長選舉的結果，也變成了拜耳案是否透過公民投票作為決策的依據。以結果來看，1997年當選第13屆台中縣長的廖永來以履行競選諾言而要進行公投，在計畫案後期主導了反拜耳設廠一案。也有研究認為，當時的台灣省長宋楚瑜與行政院連戰內閣的心結也導致了拜耳案遲遲未能過關。由於當地居民對於污染公害的鄰避情結及恐懼感，以及行政院與省府之間的嫌隙，加上地方派系與民進黨等政治勢力的杯葛，致使拜耳案升級成為政治議題。
1997年12月10日，台灣拜耳董事長莫克在一次專訪中認為，拜耳案公投等於將拜耳推上政治舞台，拜耳沒有必要涉入台灣的政治問題；在民主國家裡，地方政府應相信中央政府對經濟的規劃，民眾應相信政府邀請的專家所作的評估；如果立法院立法要求類似拜耳的投資案要經過公投議決，「台灣不論是外商、本地產業的投資，要推動產業發展，將會非常困難」。1997年12月19日，莫克在另一次專訪中認為，廖永來等反對拜耳設廠運動領袖將以環保理由反對拜耳建廠的人組織起來，是想從反對運動中獲取政治利益，民眾卻不了解這一點；莫克還說，台灣許多政治人物與專家都私下表達支持拜耳設廠，但由於台灣凡事政治化的結果而不敢在公開場合說支持拜耳設廠，「如果連表達意志的自由都沒有，這樣的民主算是哪一種自由」。
2016年6月1日，前民進黨文宣部主任陳文茜應世新大學邀請演講〈那些媒體說蛋的事〉，她說，讓她決定退黨的關鍵因素之一是民進黨主張拜耳案交付公投，那一刻對她而言是一個真正的挑戰，她也開始質疑「參政究竟是為了個人前途、還是為了理想」；她認為，拜耳案交付公投，代表台灣的公共政策可以隨著政治人物的個人利益與喜好而更改，外資見狀就會馬上撤退；而她因此慘遭黨內同志攻訐，讓她認清「是時候該和民進黨告別了」。

### 民眾參與環評與決策之問題
中央行政機關的各種行政行為，若未獲得民眾瞭解，很難獲得人民信賴而得以順利推行；因此允許民眾於行政程序中為一定程度之參與可以提高民眾接受度，降低執行時之阻力，減少事後之紛爭與困擾，並有助於行政機關為正確之判斷。然而在拜耳案中，民眾對土地開發計畫並沒有在行政程序中表達意見的機會。而在拜耳案的公投爭議中，台灣省議會決議通過租地案後，台中縣政府於預計舉行港區四鄉鎮的公民投票，其實並無法源依據，某程度也突顯了民眾缺乏參與政府重大決策之途徑。中央目的事業主管機關以既定的經濟政策先行核准污染源的設置後，才進行環境影響評估，使得環境影響評估承受各界極大壓力，加上環境影響評估法制中民眾參與機制不足，使得環評程序無法有效發揮功能。

### 中央與地方權限之爭
拜耳案除了經濟發展與環境保護之爭議外，也突顯了中央與地方權限爭議問題。在地方分權化潮流下，惟有建立起中央與地方之間充分協調機制，才可以避免衝突，減少社會成本，達成地方自治行政。若中央立法並執行之重大政策決定事項與地方有利害關係，但地方無有效參與的機會，則中央執行時將遭遇地方強力反彈。台中縣政府居於地方政府，卻欲藉由舉行公投展現民意，用來對抗中央政府之既定決策；這種以公投爭取意見表達的空間和力量，背後顯示出中央行政決策程序封閉與簡略的問題。而拜耳案的另一問題則是外商設廠是否屬於地方自治權限之爭議。以當時的《省縣自治法》規定，拜耳設廠屬於縣自治事項；但由於台中港區土地屬台灣省政府監督，且拜耳案已超越單純縣自治核心事項，台中縣政府並無權限主張自治權受侵害，且台中縣政府逕行宣告以公投決定是否發給執照亦有逾越權限。不過就土地規劃與管理而言，地方政府對於中央規劃之土地利用規劃與執行，幾無置喙之餘地。尤其是拜耳案係經濟部依照《促進產業升級條例》授權制定的《工業區委託開發租售及管理辦法》，將地方政府對於工業區的行政監督與管理排除在外，直接剝奪地方政府的計畫權限，拜耳所在的工業區如同台中縣政府的「治外法權」領域，也是爭議所在。

## 參照
- 博帕爾事件
- 鹿港居民反杜邦設廠事件
- 德國拜耳公司
- 環境影響評估